# 心居
《心居》是2022年播出的中国大陆電視劇，根據鲁迅文学奖得主滕肖澜同名小说改编，講述的是上海市的一对姑嫂冯晓琴（海清饰）和顾清俞（童瑶饰）的生活故事。該電視劇於2022年3月17日起在爱奇艺、浙江卫视中国蓝剧场、东方卫视播出。該電視劇由滕华涛执导，海清、童瑶、张颂文、冯绍峰等人出演，上海佳和晖映文化传媒有限公司、上海阅文影视文化传播有限公司等公司联合出品。該電視劇与《人世间》、《1921》并称腾讯影业与阅文影视的“时代旋律三部曲”。

## 劇情簡介
從媳婦馮曉琴在懷孕下嫁到顧家算起，已經有十年了，而顧清俞卻一直提防著這個將“改變命運”寫在臉上的女人。馮曉琴督促老公顧磊向雙胞胎姐姐顧清俞借錢置業，卻被顧清俞巧妙化解，還透露了自己買豪宅的計劃。顧磊意外去世之後，姑嫂間矛盾不斷升級，單親媽媽馮曉琴幾近絕望，但也由此開始了探索自身價值的過程。她靠自己的智慧與韌性，籌劃敬老院“不晚”，並將其做大做強。顧清俞為了少女時期的夢，從閃婚到閃離，在現實與夢想中重塑了自己對生活的盼望。

## 演员表
- 海清 饰 冯晓琴
- 童瑶 饰 顾清俞
- 张颂文 饰 展翔
- 馮紹峰 饰 施源
- 吴彦姝 饰 张老太
- 陆思宇 饰 顾昕
- 董晴 饰 葛玥
- 孙安可 饰 冯茜茜
- 张芝华 饰 苏望娣
- 姚安濂 饰 施父
- 白凡 饰 葛父

## 奖项
| 年份   | 頒獎典禮           | 獎項         | 入围者   | 結果 |
| ------ | ------------------ | ------------ | -------- | ---- |
| 2024年 | 第34届电视剧飞天奖 | 优秀电视剧奖 | 《心居》 | 提名 |

## 原著
| 出版时间   | 书籍名称 | 作者   | 出版社             | 国际标准书号       |
| ---------- | -------- | ------ | ------------------ | ------------------ |
| 2020年10月 | 《心居》 | 滕肖澜 | 北京十月文艺出版社 | ISBN 9787530220436 |